# ロンドン条約 (1700年)
ロンドン条約（ロンドンじょうやく、英語: Treaty of London）、または第二次分割条約（だいにじぶんかつじょうやく、英: Second Partition Treaty）は1700年3月25日にロンドンで締結された、イングランド王国、フランス王国、ネーデルラント連邦共和国の間の条約。
スペイン王カルロス2世が後を継ぐべき息子を儲けなかったため、スペインの王位継承について定めた条約だった。

## 歴史
1698年の第一次分割条約ではスペイン王カルロス2世の死後にホセ・フェルナンド・デ・バビエラがスペイン王位を継承すると定めたが、ホセ・フェルナンドが1699年2月に死去したことで条約は死文と化してしまった。
第二次分割条約では、スペイン王位はオーストリアのカール大公が継承、一方フランスはスペイン王位継承権を放棄する代わりにギプスコア県とスペイン王のイタリア領の大半、すなわちナポリ王国、シチリア王国、トスカーナのプレシディ国、フィナーレ侯国を得ることが定められた。さらに、フランスはロレーヌ公国を獲得、ロレーヌ公は補償としてスペイン領ミラノ公国を得ることが定められた。
神聖ローマ皇帝レオポルト1世はスペイン王領の全てへの継承権を主張して条約に反対したが、イングランド、フランス、オランダは条約に署名した。しかし、ヨアキム・アルバレーダ（Joaquim Albareda）が指摘したように、スペイン宮廷では条約への反対が巻き起こり、またカルロス2世の死期が近いことを予想した諸国は野望を放棄せずにいたため条約の履行は困難を極め、ヨーロッパ諸国もその困難さは承知していた。
スペイン帝国の解体を意味したこの条約はカルロス2世に拒絶され、彼は継承者にフランス王ルイ14世の孫アンジュー公フィリップを指名した。